# Jarramas
Le Jarramas (ou HMS Jarramas dans la Marine royale suédoise) est un trois-mâts carré à coque acier construit en 1900. Il est le sister-ship du Najaden.

## Histoire
Il a servi uniquement  de navire-école en naviguant essentiellement en mer Baltique et en mer du Nord, comme son sister-ship en bois, le Najaden construit en 1897.
Le Jarramas a été désarmé en 1947 est remplacé par le Gladan.
Le navire a fait son dernier voyage le long de la côte suédoise en 1949, puis a été acheté  en 1950 par la ville de Karlskrona qui s'en servit d'attraction.
Depuis 1997, il sert  de navire musée pour le musée maritime de cette même ville, après avoir subi une grande restauration.